# Ouled Chebel
Ouled Chebel là một đô thị thuộc tỉnh Alger, Algérie. Dân số thời điểm năm 2002 là 16.335 người.